# Сошик Володимир Степанович
Володимир Степанович Сошик (26 січня 1972, м. Бережани, Тернопільська область — 9 липня 2022, м. Часів Яр, Донецька область) — український військовослужбовець, старший лейтенант 24 ОМБр Збройних сил України, учасник російсько-української війни. Лицар ордена Богдана Хмельницького III ступеня (2023, посмертно).

## Життєпис
Володимир Сошик народився 26 січня 1972 року в місті Бережани, нині Бережанської громади Тернопільського району Тернопільської области України.
Служив у 24-й окремій механізованій бригаді. Загинув 9 липня 2022 року в м. Часів Яр на Донеччині.
Похований 20 липня 2022 року на кладовищі с. Рай Тернопільського району.

## Нагороди
- орден Богдана Хмельницького III ступеня (9 січня 2023, посмертно) — за особисту мужність і самовідданість, виявлені у захисті державного суверенітету та територіальної цілісності України, вірність військовій присязі[1].